# Skoczów Bładnice
Skoczów Bładnice – przystanek kolejowy we wsi Bładnice w województwie śląskim, w Polsce. Znajduje się na wysokości 311,8 m n.p.m.

## Ruch pasażerski
| Rok  | Wymiana pasażerska na dobę |
| ---- | -------------------------- |
| 2017 | 0-9                        |
| 2022 | 0-9                        |

## Historia
Przystanek kolejowy w Bładnicach został otwarty 21 lipca 1973 roku. W kolejnym roku został wybudowany budynek przystanku z dwoma poziomami. Na wyższym poziomie znajdowała się poczekalnia, pomieszczenia dwóch kas biletowych oraz toalety. Na niższym poziomie zlokalizowano pomieszczenia świetlicy. Od połowy lat osiemdziesiątych funkcjonowała kasa biletowa. Po likwidacji kas biletowych pozbawiony opieki budynek był dewastowany, w związku z czym zarządca infrastruktury kolejowej rozebrał obiekt we wrześniu 2013 roku. W kolejnych latach zmodernizowano oświetlenie, zamontowano również ławkę i tablice mieszczące informacje dla pasażerów. W marcu 2021 roku zainguarowano budowę nowego peronu w ramach rewitalizacji linii kolejowej. Przystanek obsługiwany jest przez samorządową spółkę Koleje Śląskie od 1 czerwca 2012 roku, kiedy rozpoczęła kursowanie na linii kolejowej zamiast Polregio.